# Richký (Zarichne)
Richký (ucraniano: Річки́) es un pueblo de Ucrania, constituido administrativamente como una pedanía del asentamiento de tipo urbano de Zarichne, en el raión de Varash de la óblast de Rivne.
En 2001, el pueblo tenía una población de 91 habitantes.
Se ubica unos 5 km al oeste de Perekalia.

## Historia
Antes de la fundación del actual municipio de Zarichne en 2020, el pueblo era una pedanía del consejo rural de Perekalia, en el raión de Zarichne.